# Eleanor Greatorex

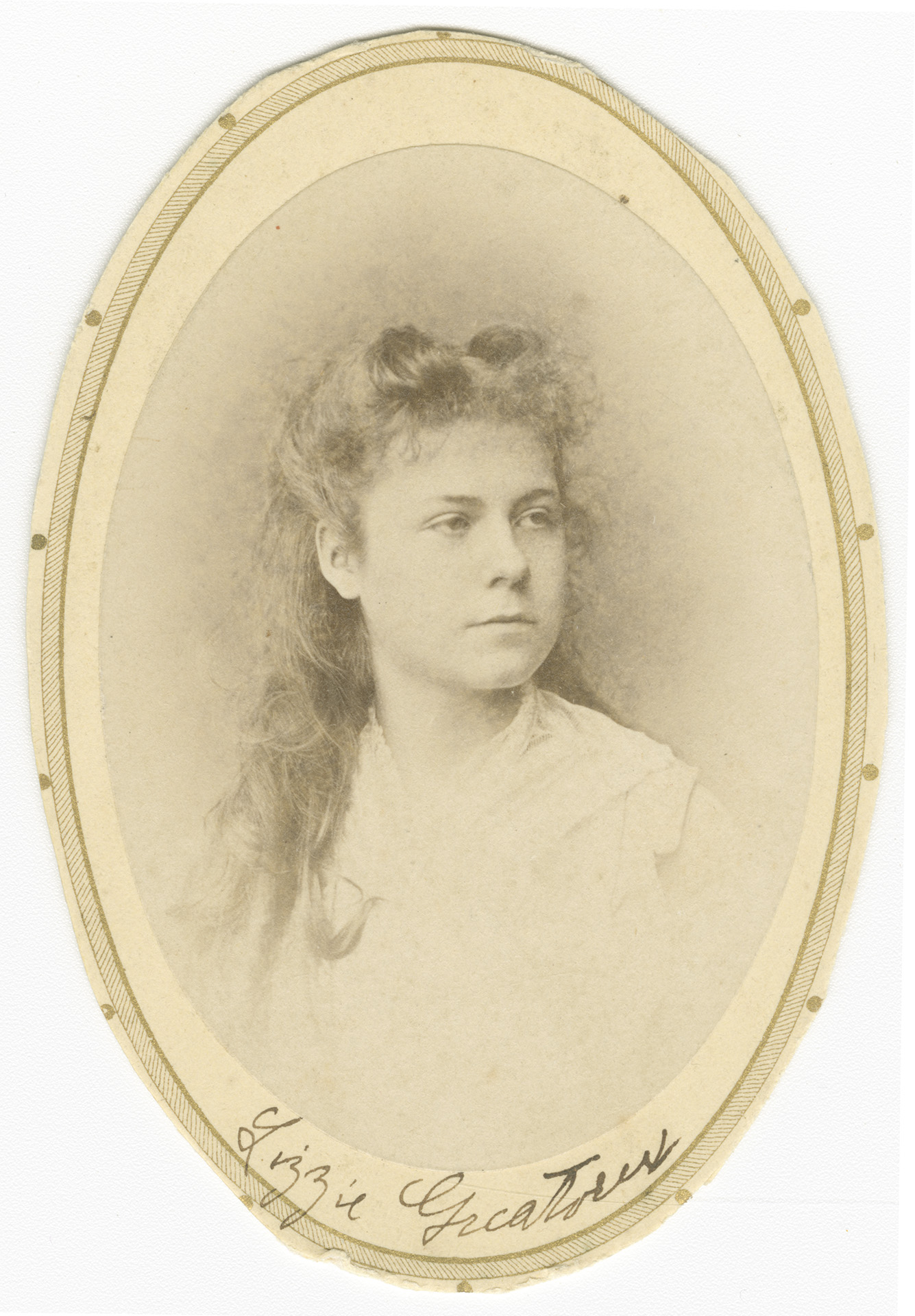
Eleanor Greatorex (um 1874)

Elizabeth Eleanor Greatorex (* 26. März 1854 in New York City; † 18. April 1908 in Moret-sur-Loing), teils auch in der Reihenfolge Eleanor Elizabeth genannt, war eine US-amerikanische Malerin der Blumen-, Genre- und Porzellanmalerei.

## Leben
Eleanor Greatorex wurde 1854 als Tochter des englischstämmigen Musikers Henry Wellington Greatorex (1816–1858) und der irischstämmigen Malerin, Zeichnerin und Radiererin Eliza Pratt Greatorex (1819–1897) in New York City geboren. Ihre ältere Schwester Kathleen (1851–1942) wurde später ebenfalls Künstlerin. Vier Jahre nach Eleanors Geburt verstarb ihr Vater, woraufhin ihre Mutter mit ihren beiden Kindern zunächst zu deren Schwester Matilda Pratt Despard nach Cornwall-on-Hudson zog, ehe sie sich in New York City niederließen, wo ihre Mutter ein eigenes Studio begründete. Dort führte sie auch ihre Töchter an die Malerei und Zeichnerei heran. Zusätzlich studierte Eleanor von 1869 bis 1870 an der National Academy of Design. 1870 traten Mutter und Töchter eine gemeinsame Europareise an: Nach einiger Skizzenarbeit in Nürnberg zog die Familie nach München weiter, wo sich die Schwestern in der Pinakothek durch das Kopieren der dort ausgestellten Gemälde fortbildeten. Anschließend reisten die drei durch Norditalien und dann nach Oberammergau. Später schlug die Familie erneut ihr Quartier in München auf, wo die beiden Schwestern Unterricht von Karl Otto erhielten. Nach einem Abstecher in die Schweiz kehrten die drei schließlich nach New York City zurück, wo Eleanor ihr Studium bei der Art Students League fortsetzte.
Kurz nach der Rückkehr nach New York begründeten Eleanor und Kathleen ein eigenes Studio, in dem sie bald selbst Kunstunterricht gaben. Künstlerisch wirkte Eleanor in dieser Zeit hauptsächlich in der Tafelmalerei, mit der auch ihre Mutter kommerziellen Erfolg hatte, und in der Porzellanmalerei. Vereinzelt fertigte sie einige Ölgemälde, Aquarelle, Radierungen und Wandgemälde an. Ihre Werke lassen sich hauptsächlich der Genre- und Blumenmalerei zuordnen. 1876 stellte sie erstmals ein Gemälde bei der National Academy of Design aus; es handelte es sich um From Yuba’s Kitchen, Ober Ammergau, für das sie Skizzen während ihres Aufenthalts in Oberammergau einige Jahre zuvor angefertigt hatte. Weitere Ausstellungsbeteiligungen in der National Academy sowie bei der Brooklyn Art Association folgten über die nächsten Jahre; ferner zeigte sie einige Werke auf der Centennial Exhibition 1876 in Philadelphia. Anlässlich der Schau veröffentlichte sie einen Artikel in der Anthologie The New Century for Women, in dem sie die fehlenden Möglichkeiten für Frauen in der US-Gesellschaft kritisierte und so auch erklärte, warum in den Augen vieler Kritiker die Beteiligung von Künstlerinnen an der Centennial Exhibition enttäuschend ausgefallen sei. Ab 1873 wirkte sie auch als Illustratorin.
1879 zogen Eleanor, ihre Schwester und ihre Mutter erneut nach Paris, wo die beiden Schwestern Unterricht bei Émile Auguste Carolus-Duran und Jean-Jacques Henner nahmen. Während die Familie im Sommer in der französischen Provinz wirkte, reisten die Schwestern im Laufe des Jahres 1880 nach London, wo sie in Kontakt mit Arthur Melville kamen, der ihnen beibrachte, Aquarelle auf feuchtem Papier zu malen. Insbesondere Eleanor konnte diese Technik perfektionieren und sie zu einem Merkmal ihres Œuvres machen. Im Herbst 1880 zog die Familie von Paris nach Algier, wo Eleanor über die nächsten Monate Straßenszenen und Blumen malte. Allerdings erkrankte sie bald, weshalb sie 1881 nach New York City zurückkehrte und sich dort mehrere Monate lang erholen musste. 1882 eröffnete sie mit ihrer Schwester erneut ein Studio, in dem bei beiden wieder Kunstunterricht gaben. In den folgenden Jahren zeigte sie eine Reihe von Aquarellen, Ölgemälden und Radierungen in Kunstinstitutionen in New York und Philadelphia. 1884 wurden die beiden Schwestern damit beauftragt, Wandgemälde für den Frauenempfangssaal des Dakota Buildings anzufertigen. 1886 wanderte die gesamte Familie dauerhaft nach Paris aus, wo sich Eleanor in den nächsten Jahren mehrfach mit Gemälden auf dem Salon de Paris zeigte. Dennoch stellte sie hin und wieder auch in den Vereinigten Staaten aus und war in den 1890er Jahren als Illustratorin für Godey’s Magazine engagiert. Greatorex starb im Frühling 1908 im Alter von 54 Jahren in der Ortschaft Moret-sur-Loing südlich von Paris.